# 3798 de Jager
3798 de Jager este un asteroid din centura principală, descoperit pe 16 octombrie 1977 de Ingrid van Houten-Groeneveld.